# Stenocercus santander
Stenocercus santander är en ödleart som beskrevs av  Torres-carvajal 2007. Stenocercus santander ingår i släktet Stenocercus och familjen Tropiduridae. Inga underarter finns listade i Catalogue of Life.